# 堰 (川崎市)
堰（せき）は、神奈川県川崎市多摩区の町名。住居表示実施済区域。
現行行政地名は堰1丁目から堰3丁目。面積は全域の合計で60.37 haである。

## 地理
多摩区の東北端に位置し、多摩川に面している。南端を二ヶ領用水が流れ、南北に縦断する形で東名高速道路が通過している。一帯は住宅地となっているほか、観光用の梨農園が点在する。
堰は北端で多摩川を挟んで東京都世田谷区喜多見と、東端で高津区宇奈根と、南東から南端にかけて高津区久地と、西端で宿河原と接する。

## 歴史

### 江戸時代
開墾は1594年（文禄3年）、新座郡上保谷村（現：西東京市）から移り住んだ6家によって行われたと伝わっており、そのうちの保谷家が村の名主を代々務めた。村内は全域が江戸時代を通じて天領であった。開発が新しいこともあって、正保期の『武蔵田園簿』では全域が見取場とされていたが、その後の『元禄郷帳』では130石あまりと正式な村高が設定され、のちの『天保郷帳』や幕末の『旧高旧領取調帳』では138石余となっていた。年貢以外の賦役として、1735年（享保20年）から川崎宿の加助郷を務めた。これらの賦役の負担を減らすため、村では土地を狭く申告しており、そのような事情も地名に痕跡が残されている。
集落は龍厳寺の周辺に形成されており、現在の堰一丁目は河原（堤外地）であった。また、交通路として対岸の喜多見とを渡船が結んでいた。

### 明治以降
明治維新以降、当地は神奈川県に属し、行政上は堰村→稲田村→稲田町→川崎市と推移していった。明治以降はもと堤外地の河原も畑となったが、砂地だったこともあり桃や梨の栽培が行われた。この果樹栽培は戦前に最盛期を迎えたが、戦時中には食糧増産のために伐採された。
戦後には果樹栽培も復興したが、桃には連作の問題もあって衰退し、梨栽培が広がり、水田までもが梨畑へと化して、昭和40年代（1965年 - 1974年）に最盛期を迎えた。一方、戦後には宅地化も進み、河原だった現在の一丁目にも、1954年（昭和29年）には一部に町内会が設置されている。
1980年（昭和55年）には、多摩区内の農業集落では土淵・稲田堤に次ぐ50haの梨園があった。堰は東急グループと契約し、神奈川県内の幼稚園から団体バスを受け入れていた。

### 地名の由来
開拓にあたって、多摩川に堰を築いたことが由来とされるが、その堰の詳細について、現代まで残ってはいない。

### 沿革
- 1594年（文禄3年）- 開墾される。
- 1735年（享保20年）- 川崎宿の加助郷を務める。
- 1868年（明治元年）- 明治維新。当地は神奈川県に属する。
- 1874年（明治7年）- 大区小区制施行により、当地は第5大区第8小区に属する[11]。
- 1889年（明治22年）- 町村制施行により、稲田村が成立。堰はその大字となる。
- 1932年（昭和7年）- 稲田村が町制を施行し、稲田町となる。稲田町堰となる。
- 1938年（昭和13年）- 稲田町が川崎市に編入される。川崎市堰となる。
- 1961年（昭和36年）- 神奈川県立向の岡工業高等学校が開校[11]。
- 1972年（昭和47年）- 川崎市が政令指定都市へ移行。川崎市多摩区堰となる。
- 1988年（昭和63年）- 住居表示の実施に伴い堰を廃し、堰1丁目、堰2丁目、堰3丁目が設置される。

## 世帯数と人口
2025年（令和7年）6月30日現在（川崎市発表）の世帯数と人口は以下の通りである。
| 丁目    | 世帯数    | 人口    |
| ------- | --------- | ------- |
| 堰1丁目 | 1,925世帯 | 3,591人 |
| 堰2丁目 | 1,154世帯 | 2,209人 |
| 堰3丁目 | 1,186世帯 | 2,017人 |
| 計      | 4,265世帯 | 7,817人 |

### 人口の変遷
国勢調査による人口の推移。
| 年                 | 人口  |
| ------------------ | ----- |
| 1995年（平成7年）  | 6,285 |
| 2000年（平成12年） | 6,593 |
| 2005年（平成17年） | 6,866 |
| 2010年（平成22年） | 6,874 |
| 2015年（平成27年） | 7,039 |
| 2020年（令和2年）  | 7,706 |

### 世帯数の変遷
国勢調査による世帯数の推移。
| 年                 | 世帯数 |
| ------------------ | ------ |
| 1995年（平成7年）  | 2,635  |
| 2000年（平成12年） | 2,808  |
| 2005年（平成17年） | 2,982  |
| 2010年（平成22年） | 3,171  |
| 2015年（平成27年） | 3,368  |
| 2020年（令和2年）  | 3,823  |

## 学区
市立小・中学校に通う場合、学区は以下の通りとなる（2022年3月時点）。
| 丁目    | 番・番地等 | 小学校             | 中学校             |
| ------- | ---------- | ------------------ | ------------------ |
| 堰1丁目 | 全域       | 川崎市立久地小学校 | 川崎市立稲田中学校 |
| 堰2丁目 | 2番以降    | 川崎市立久地小学校 | 川崎市立稲田中学校 |
| 堰2丁目 | 1番        | 川崎市立稲田小学校 | 川崎市立稲田中学校 |
| 堰3丁目 | 1番        | 川崎市立稲田小学校 | 川崎市立稲田中学校 |
| 堰3丁目 | 2番以降    | 川崎市立久地小学校 | 川崎市立稲田中学校 |

## 事業所
2021年（令和3年）現在の経済センサス調査による事業所数と従業員数は以下の通りである。
| 丁目    | 事業所数  | 従業員数 |
| ------- | --------- | -------- |
| 堰1丁目 | 37事業所  | 357人    |
| 堰2丁目 | 37事業所  | 201人    |
| 堰3丁目 | 64事業所  | 435人    |
| 計      | 138事業所 | 993人    |

### 事業者数の変遷
経済センサスによる事業所数の推移。
| 年                 | 事業者数 |
| ------------------ | -------- |
| 2016年（平成28年） | 150      |
| 2021年（令和3年）  | 138      |

### 従業員数の変遷
経済センサスによる従業員数の推移。
| 年                 | 従業員数 |
| ------------------ | -------- |
| 2016年（平成28年） | 925      |
| 2021年（令和3年）  | 993      |

## 交通

### 鉄道
地内を通る鉄道はないが、近隣に南武線の久地駅が所在する。

### 道路
地内の西寄りを東名高速道路が通過するが、地内から利用できる施設はない（東京IC - 東名川崎IC間）。一般道としては、多摩沿線道路が通過している。

## 施設

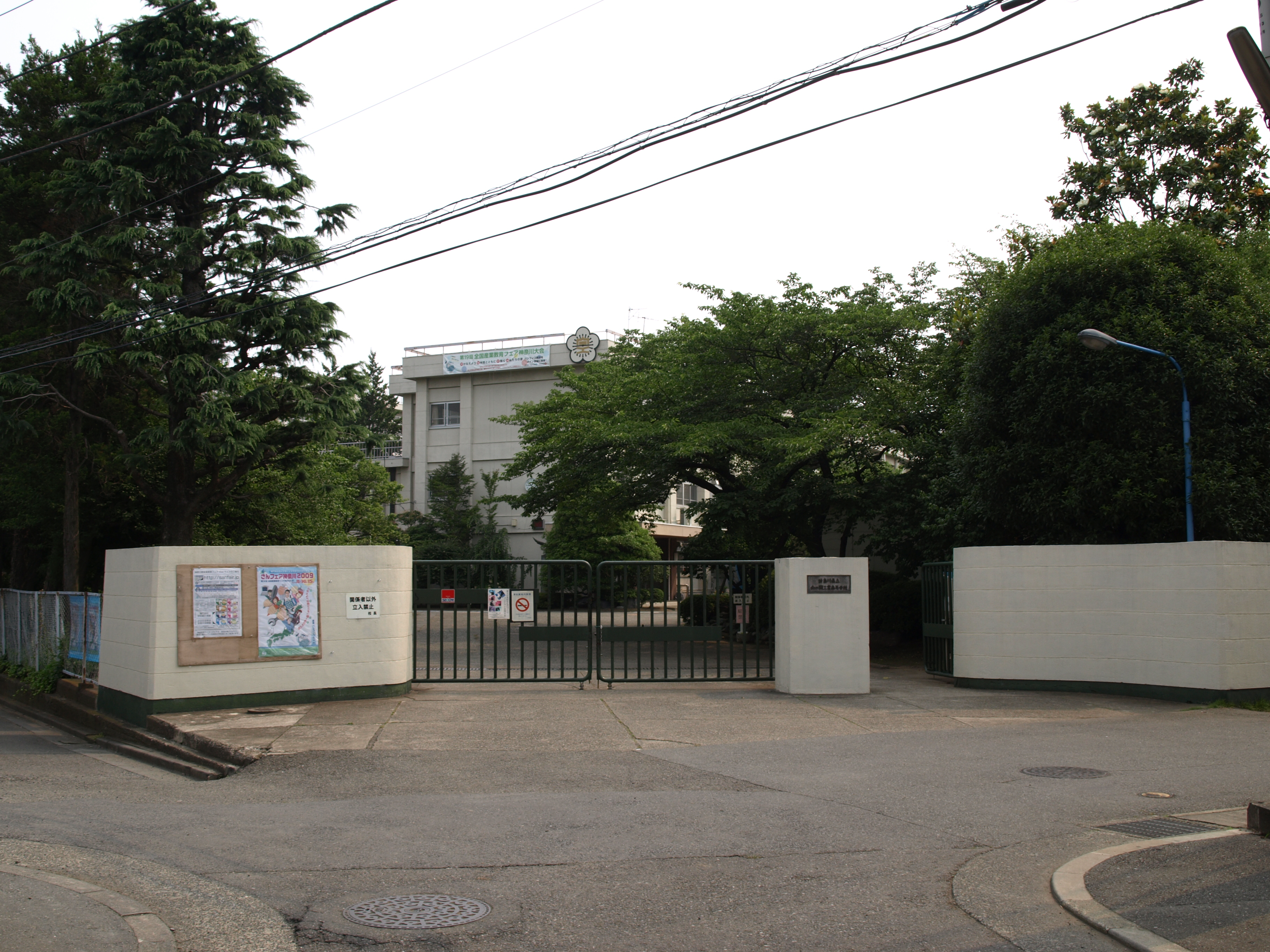
神奈川県立向の岡工業高等学校

- 多摩警察署堰交番
- 川崎堰郵便局
- 神奈川県立向の岡工業高等学校
- こひばり保育園
- 龍厳寺保育園
- 宿河原公園
- 堰北公園
- 堰堤公園
- 八幡堀緑地
- 堰稲荷神社

## その他

### 日本郵便
- 郵便番号 : 214-0022[3]（集配局 : 登戸郵便局[24]）

### 警察
町内の警察の管轄区域は以下の通りである。
| 丁目    | 番・番地等 | 警察署     | 交番・駐在所 |
| ------- | ---------- | ---------- | ------------ |
| 堰1丁目 | 全域       | 多摩警察署 | 堰交番       |
| 堰2丁目 | 全域       | 多摩警察署 | 堰交番       |
| 堰3丁目 | 全域       | 多摩警察署 | 堰交番       |